# エルネスト・デ・マルティーノ

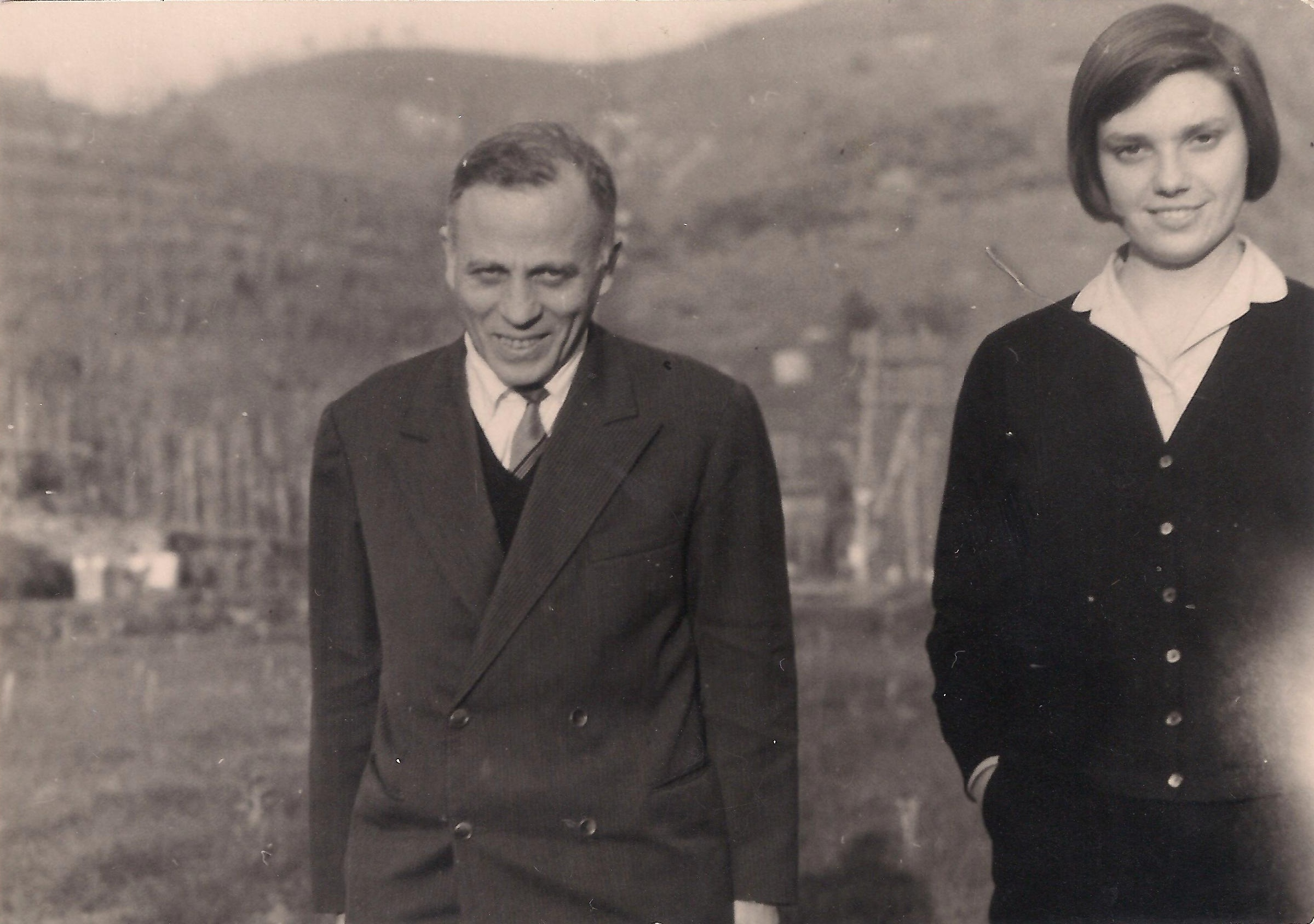

エルネスト・デ・マルティーノ（Ernesto de Martino, 1908年12月1日 – 1965年5月9日）は、イタリアの哲学者、人類学者、宗教史家、民族学者。イタリア・ナポリ生まれ。1959年からカリャリ大学で歴史学の教鞭を執った。

## 著書

### 日本語文献
- 『呪術的世界―歴史主義的民族学のために』　上村忠男訳、平凡社、1988年